# Guam ved sommer-OL 2020
Guam deltog under Sommer-OL 2020 i Tokyo, som blev afviklet i perioden 23. juli til 8. august 2021.

## Medaljer
| 2020 Tokyo | Guld | Sølv | Bronze | Total |
| Guam       | 0    | 0    | 0      | 0     |

### Medaljevinderne
| Guam under sommer-OL 2020 i Tokyo | Guam under sommer-OL 2020 i Tokyo | Guam under sommer-OL 2020 i Tokyo | Guam under sommer-OL 2020 i Tokyo | Guam under sommer-OL 2020 i Tokyo |
| Medalje                           | Navn                              | Sport                             | Event                             | Dato                              |
| --------------------------------- | --------------------------------- | --------------------------------- | --------------------------------- | --------------------------------- |
| -                                 | -                                 | -                                 | -                                 | -                                 |